# 1450-е годы
1450-е (ты́сяча четы́реста пятидеся́тые) го́ды по юлианскому календарю — промежуток времени с 1 января 1450 года по 31 декабря 1459 года, включающий 1450 год 5-го десятилетия   и с 1451 по 1459 годы    6-го десятилетия XV века 2-го тысячелетия.  Они закончились 566 лет назад.

## Важнейшие события
- Столетняя война (1337—1453). битва при Форминьи (1450), в которой французская армия разбила английский экспедиционный корпус на континенте.
- Византийская империя (395—1453) прекратила существование после падения Константинополя (1453).
- Войны в Ломбардии (1423—1454) завершены Лодийским миром. Основана Итальянская лига (1454).
- Тринадцатилетняя война (1454—1466). Польша покоряет Тевтонский орден и получает выход к Балтийскому морю.
- Война Алой и Белой розы (1455—1487). Начало династии Тюдоров.
- Османская Империя проводит серию завоеваний в Юго-Восточной Европе (Османские войны в Европе). Осада Белграда (1456) останавливает продвижение турок.
- Астраханское ханство (1459—1556).

### Без точных дат
- Восстание Джека Кеда в графстве Кент.
- Закрепление датско-норвежской унии. Участие Швеции в унии становится номинальным.
- Установление власти династии Сфорца в Милане вместо династии Висконти.

## Правители
- 1450—1481 — король Норвегии Кристиан I Датский.
- 1450—1466 — герцог Милана Франческо Сфорца.
- Около 1450—1629 — династия правителей царства Мунумутапа (Зимбабве).
- Фридрих III, император (1452—1493)

## Культура
- Библия Гутенберга (ок. 1455)[1].